# Al Porcino
Al Porcino est un trompettiste américain de jazz né le 14 mai 1925 à New York, et mort le 31 décembre 2013 à Munich.

## Biographie
Al Porcino fait ses débuts professionnels, en 1943, dans l'orchestre du trompettiste et chanteur Louis Prima. 
Très vite, sa brillante technique et sa maîtrise du registre aigu de l'instrument font de lui un des « lead trumpets » les plus demandés par les leaders de big bands de jazz. Au fil des années, on peut l'entendre à la tête de la section de trompettes de nombreuses formations : Tommy Dorsey (1944), Georgie Auld (1945), Gene Krupa (1946, 1948), Woody Herman (1946, 1949, 1954), Stan Kenton (1947, 1950, 1955), Elliot Lawrence (1952), Med Flory (1957), Terry Gibbs. Lorsqu'il n'est pas en tournée avec un orchestre, Al Porcino travaille comme musicien de studio.
À partir des années 1960, cela devient même sa principale activité. Il travaille alors pour la radio, la télévision, le cinéma (il est un temps « staff musician » pour la Paramount Pictures) et participe à de très nombreux enregistrements d'albums de « variétés », de pop, de rhythm and blues et de jazz (participation occasionnelle à des disques de Dizzy Gillespie, Count Basie, Duke Ellington, Mel Tormé…). Il accompagne, en tournées ou pour des shows à Las Vegas, de nombreuses « stars » (Frank Sinatra, Jerry Lewis, Judy Garland, Peggy Lee…). En 1976, il fait une tournée avec le big band de Thad Jones-Mel Lewis.
En 1977, il s'installe en Allemagne où il travaille comme « staff musician » pour des chaînes de radio-télévision de Munich (« SDR », « SFB », « Munich Television », « Bavarian Radio ») et dirige son propre big band. En 1989 et 1990, il fait deux tournées comme leader du «Glenn Miller  Memorial Orchestra ».